# Нефтехимик (женский футбольный клуб)
«Нефтехимик» — украинский женский футбольный клуб из города Калуша Ивано-Франковской области. Клуб создан в апреле 2004 года под названием «Спартак».

## Прежние названия
- 2004—2006: «Спартак» Ивано-Франковск
- 2006—2008: «Нефтехимик» Калуш, Ивано-Франковская область

## История
Формирование женской футбольной команды началось в конце 2003 года, в основном из воспитанниц спортивных школ Киева, Львова и Костополя. Одновременно проводился поиск талантливых игроков на Прикарпатье в местных ДЮСШ. В апреле 2004 года под названием «Спартак» команда вошла в структуру ивано-франковского «Спартака».
В 2004 году команда под названием ФК «Спартак» (Ивано-Франковск) дебютировала в высшей лиге чемпионата Украины среди женщин. Первый официальный матч девушки сыграли 21 мая 2004 года с ФК «Соцтех» (Киев) в Калуше на стадионе «Химик», где и в дальнейшем клуб проводил домашние матчи. Команду тренировали старший тренер Леонид Чернов и начальник команды Валерий Сушко. После окончания сезона команда заняла 6-е место.
В кубке Украины команда дошла до полуфинала, где уступила будущему обладателю трофея команде «Металлист» (Харьков).
«Спартак» (Ивано-Франковск) дебютировал также в чемпионата Украины по мини-футболу (футзалу) среди женщин 2004/05, где сразу же завоевал золотые медали с результатом: 13 побед, 1 ничья, 0 поражений, разница забитых и пропущеных мячей 98-27. Лучшим бомбардиром первенства стала Кристина Ботюк с 47 голами.
В 2005 году «Спартак» усилил состав команды и завоевал бронзовые медали чемпионата Украины среди женщин. Кроме того, девушки стали победительницами международного турнира в Калуше, посвященного 50-летию Победы, где со счётом 2:0 победили в финале венгерский «Дебрецен».
В начале 2006 года состоялась реорганизация клуба «Спартак» (Ивано-Франковск), после которой женская футбольная команда не вошла в структуру новосозданного народного футбольного клуба «Спартак» (Ивано-Франковск). Генеральным спонсором женской команды стало ООО «Карпатнефтехим». С тех пор команда дислоцируется в Калуше и выступает под названием «Нефтехимик» (Калуш).
В чемпионате Украины среди женщин, «Нефтехимик» повторил достижения предыдущего сезона, завоевав бронзовые награды. Кристина Ботюк с 25 голами стала лучшим бомбардиром первенства.
В 2007 году «Нефтехимик» (Калуш) впервые завоевал золотые медали чемпионата Украины, потерпев всего 1 поражение и завоевал право представлять Украину в Кубке УЕФА среди женщин. Калушанки прервали семилетнюю гегемонию на чемпионство женских клубов Харькова и Чернигова. Команду к сезона готовил Игорь Юрченко.
В начале сентября 2008 года «Нефтехимик» (Калуш) дебютировал в Кубке УЕФА среди женщин. Во Вроцлаве (Польша) команда стала победительницей группы «А8», где за единственную путёвку в следующий этап Кубка УЕФА также соперничали команды «Вроцлав», ПАОК (Салоники, Греция) и «Левадия» (Таллин, Эстония).
С 9 по 14 октября в Калуше и Ивано-Франковске прошли матчи второго квалификационного раунда Кубка УЕФА среди женщин, в котором украинки выступили неудачно заняв последнее 4-е место в группе.
В 2008 году «Нефтехимик» вновь стал третьей командой Украины, а в следующий чемпионат уже не заявился из-за отсутствия финансирования. Команда была расформирована. В начале 2010-х годов клуб снова выступал в чемпионате Украины, в 2011 году завоевал бронзовым награды, а в 2012 году — серебряные.

## Достижения
- Чемпион Украины по футболу среди женщин — 2007
- Бронзовый призёр чемпионата Украины по футболу среди женщин — 2005, 2006, 2008
- Чемпион Украины по футзалу среди женщин — 2005